# Obe Postma
Obe Piters Postma (Cornwerd, 29 maart 1868 – Leeuwarden, 26 juni 1963) was een vooraanstaand Fries dichter in de 20e eeuw.

## Leven en werk
Postma, opgegroeid op een boerderij als zoon van Pieter Obes Postma en Sijbrigje Tjeerds Rinia, bezocht het Stedelijk Gymnasium in Sneek en ging in 1886 wis- en natuurkunde studeren in Amsterdam. Hij werkte als docent wiskunde in Tiel en Tilburg en vanaf 1894 aan de Rijks-HBS in Groningen. Hij promoveerde in 1895. Zijn debuut als dichter verscheen in 1902 in het tijdschrift Forjit my net ("Vergeet mij niet"). Na zijn pensioen in 1933 verhuisde hij naar Leeuwarden, waar hij vele publicaties over het Friese land en zijn bewoners door de tijden heen het licht deed zien. Voor zijn diepgravende onderzoekingen maakte hij veelvuldig de gang naar het toenmalige Rijksarchief in het gebouw van de Kanselarij aan de Tweebaksmarkt. Behalve geschiedenis hadden ook de natuur en met name de landbouw zijn speciale belangstelling.
Postma bleef ongetrouwd. Hij overleed op 95-jarige leeftijd in het ziekenhuis in zijn woonplaats. Hij werd begraven op het kerkhof van de Nederlands Hervormde Kerk in zijn geboortedorp. Op zijn zerk staat te lezen "Dichter fan it Fryske lân" ("Dichter van het Friese land").

## Erkenning
In 1947 ontving hij de Gysbert Japicxpriis, vernoemd naar zijn voorganger Gysbert Japicx, voor de dichtbundel It sil bistean. Twee jaar later was hij jurylid bij deze prijsuitreiking. In 1954 won het gedicht Fan de fjouwer eleminten hem de Rely Jorritsmapriis.
In 1984 riepen de Gedeputeerde Staten van Friesland de Dr. Obe Postmaprijs in het leven, een Friese literaire prijs voor vertalingen. In oktober 2006 werd het Obe Postma Selskip opgericht ter verdere stimulering van nieuwe uitgaven en studies van zijn werk.
Een selectie uit zijn grote oeuvre verscheen in 1997 in twee talen als Van het Friese land en het Friese leven. Fan it Fryske lân en it Fryske libben. Vertaler Jabik Veenbaas noemt in de verantwoording de "korte maar pregnante regels" als zijn grootste uitdagingen. Dit komt samen met de soms bedrieglijk eenvoudige stijl naar voren in bijvoorbeeld Mienskip ("Gemeenschap"):
Het volk dat hier zijn woonstee had,
En wat er sloofde en zwoegde eeuw na eeuw,
En al wat hier door bloei en sterven ging.
Werd één in mij.

## Dichtbundels
- 1918: Fryske lân en Fryske libben (Fries land en Fries leven)
- 1929: De ljochte ierde: Nije fersen (De lichte aarde: Nieuwe verzen)
- 1937: Dagen
- 1946: It sil bistean (Het zal bestaan)
- 1957: Fan wjerklank en bisinnen (Van weerklank en bezinnen)
- 1949: Samle fersen I en II (Verzamelde verzen)
- 1957: Een groene lantaarn
- 1963: Eigen kar: In blomlêzing út de Samle Fersen (Eigen keuze: een bloemlezing uit de Samle ferzen)

## Galerij

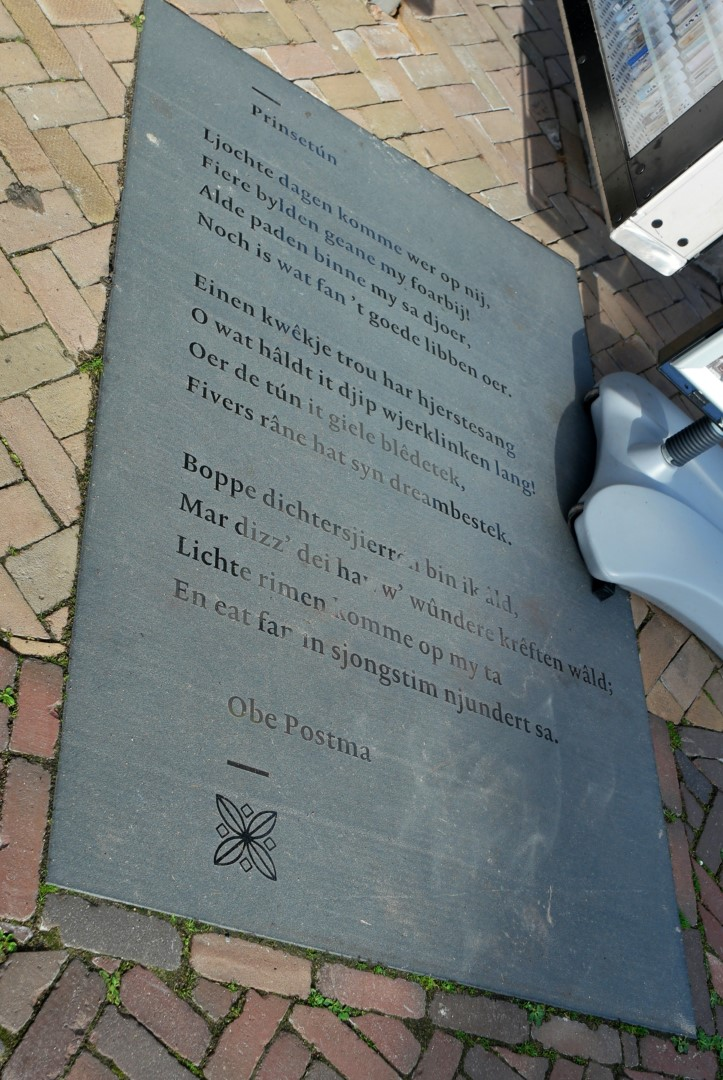
Gedicht van Postma in Poëzieroute Leeuwarden bij HCL, Prinsentuin
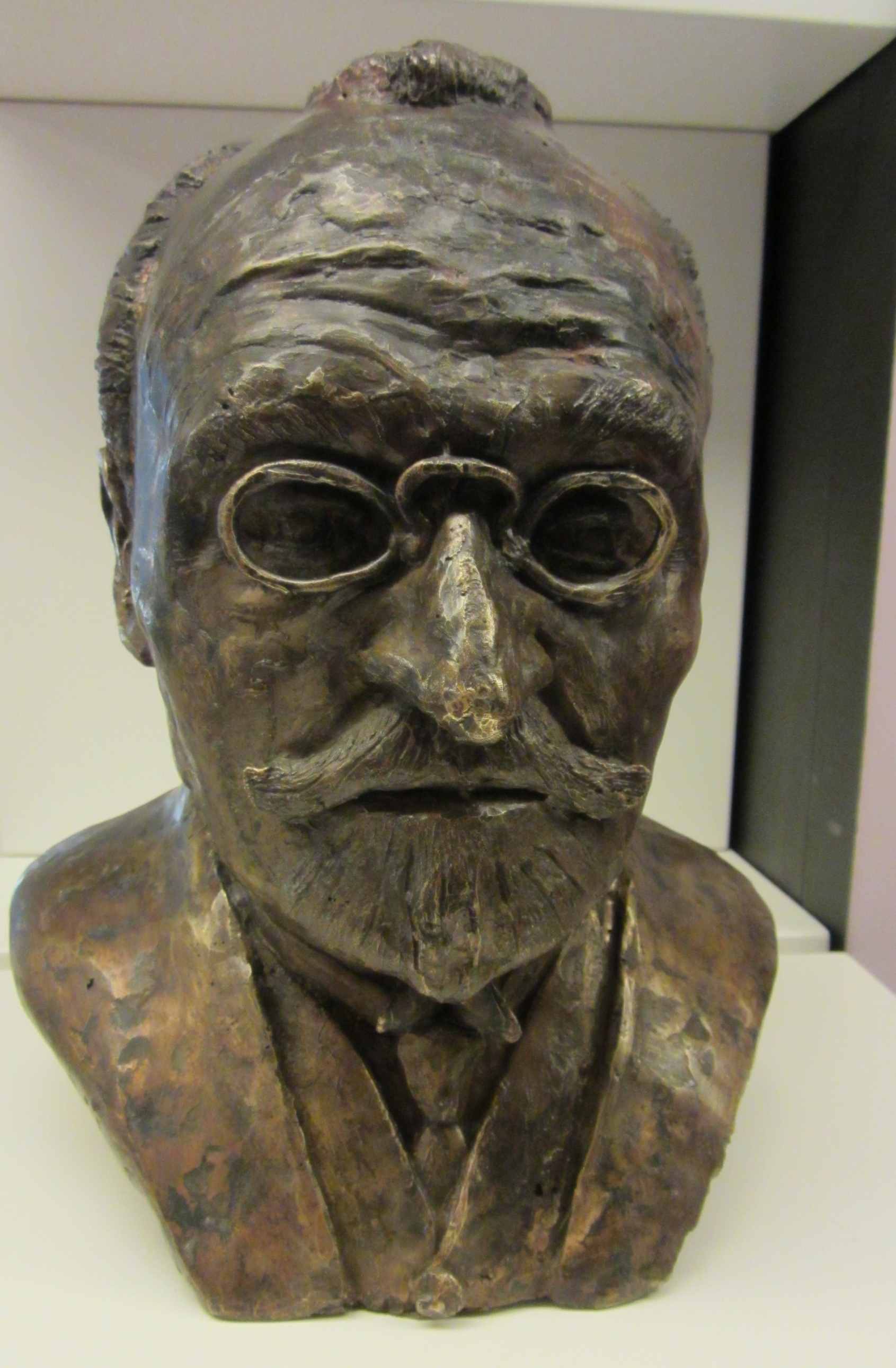
Borstbeeld van Postma door Frans Tiessen

- Biografisch Portaal: 49581985
- Digitale Bibliotheek voor de Nederlandse Letteren: post015
- Gemeinsame Normdatei: 119493748
- International Standard Name Identifier: 0000 0000 2779 4227
- Library of Congress Control Number: n83211844
- Nederlandse Thesaurus van Auteursnamen: 068611315
- Système universitaire de documentation: 086843354
- Virtual International Authority File: 77126814
- WorldCat: E39PBJmxVQwxGmJ4jWHfR4Gj4q